# Bolívar (pueblo)
Bolívar es un pueblo ubicado en el condado de Allegany en el estado estadounidense de Nueva York. En el año 2000 tenía una población de 2.223 habitantes y una densidad poblacional de 23.9 personas por km².

## Geografía
Bolívar se encuentra ubicado en las coordenadas 42°4′0″N 78°10′04″O / 42.06667, -78.16778.

## Demografía
Según la Oficina del Censo en 2000 los ingresos medios por hogar en la localidad eran de $33,017, y los ingresos medios por familia eran $38,750. Los hombres tenían unos ingresos medios de $30,449 frente a los $18,889 para las mujeres. La renta per cápita para la localidad era de $13,766. Alrededor del 16.0% de la población estaban por debajo del umbral de pobreza.